# Mahdi al-Maschat

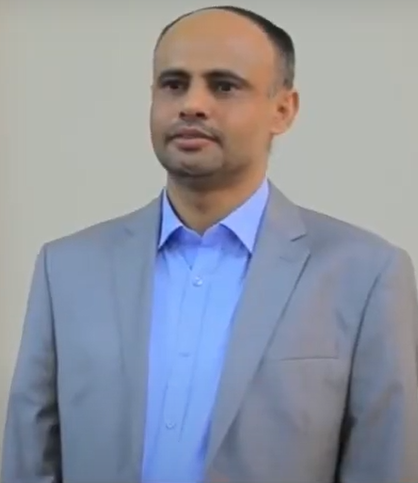
Mahdi al-Maschat

Mahdi al-Maschat (* 1986) ist ein jemenitischer Politiker und Militär der islamistischen Huthi-Bewegung. Als Vorsitzender des Obersten Politischen Rats ist er seit 2018 Defacto-Staatschef des im Krieg seit 2015 von den Huthi kontrollierten Nordjemen und Oberbefehlshaber von dessen Streitkräften.

## Werdegang
Er stammt aus dem Weiler Ould Nouar im Distrikt Ḥaydan des Gouvernement Saʿda, welchem viele nordjemenitische Aufständische entstammen. Seit seiner Jugend ist er mit einer der Führungsfiguren der Huthis, Abdul-Malik al-Huthi, befreundet. Dieser gilt seit 2004 auch als eine Schlüsselfigur in der Zaidi-Bewegung. Beide sind verschwägert. Ab 2014 war al-Maschat unter anderem Büroleiter al-Huthis und sein Vertreter bei Friedensgesprächen mit den Vereinten Nationen. Im November 2013 nahm al-Maschat an einem Angriff auf die Stadt Dammadsch im Gebiet Saʿda teil. Ab Mai 2016 war er Mitglied des Obersten Politischen Rates und galt dort als Vertreter der militanten Fraktion. Im September 2016 nahm al-Maschat an Gesprächen mit chinesischen Unterhändlern teil.
Am 19. April 2018 wurde al-Maschat nach Ermordung des als kompromissbereit geltenden Saleh Ali al-Sammad neuer Vorsitzender des Obersten Politischen Rates. Ihm wurde 2019 der militärische Rang eines Feldmarschalls verliehen. Qua Amt fungiert er als Chef der politischen Behörden im Nordjemen, während al-Huthi offiziell  Anführer der religiös-politischen Bewegung ist. Außenpolitisch betrieb al-Maschat eine Annäherung an Russland. Im Juli 2021 verlängerte der Oberste Politische Rat al-Maschats Amtszeit ex ante um drei weitere Perioden.
Bezüglich eines von den Vereinten Nationen vermittelten zweimonatigen Waffenstillstands im ganzen Land erklärte er Mitte 2022, keine Einwände gegen eine Verlängerung zu hegen, kritisierte jedoch dessen Bedingungen als „nicht ermutigend genug“. Im April 2023 versprach er, eine Kommission zur Untersuchung einer Massenpanik in Sanaa mit vielen Todesopfern einzurichten. Ebenfalls im April traf er sich unter omanischer Vermittlung mit einer saudi-arabischen Delegation. Diese Gespräche scheiterten im Juli an der Frage der Gehaltszahlungen im öffentlichen Dienst, die die Übergangsregierung im Süden nach dem Willen der Huthi-Koalition auch im Norden übernehmen sollte, da sie Rohstoffeinnahmen und Auslandsvermögen des Jemen kontrolliert. Diese Punkte waren auch Teil eines Forderungskatalogs, den al-Mashat laut der staatlichen chinesischen Nachrichtenagentur Xinhua nach 10 Kriegsjahren im September 2024 verlautbarte. Daneben forderte er den Rückzug aller ausländischen Kräfte und uneingeschränkten Verkehr.
Zusammen mit dem Pressesprecher der jemenitischen Streitkräfte Yahya Saree verantwortet al-Maschat die internationale Kommunikation des Huthi-Militärapparats. Vielmals drohte er den USA, Israel und dem Westen mit Militärschlägen etwa wegen des Gaza-Kriegs oder solidarisierte sich mit der Führung Irans. Er ist Ziel von US-Sanktionen.